# مجد الدين البغدادي
مجد الدين البغدادي كان أحد العرفاء وتلميذ نجم الدين الكبرى. ولد عام 553 هـ وقتل عام 607 هـ بأمر من السطان محمد خوارزم شاه الثاني. وأدى قتل السلطان محمد لمجد الدين إلى كراهية الشعب وعلماء الدين للسلطان، مما أضعف من دولة السلطان محمد. والبعض من الصوفية كانوا يعتقدون بأن سبب الغزو المغولي لخوارزم هو قتل مجد الدين.

## مؤلفاته
- رساله در  سفر (بالفارسية)[2]
- تُحْفَةُ البَرَرةِ فی المسائل العَشرة (تم ترجمته من العربية إلى الفارسية)[3]
- كتاب الأربعین المعروف باسم «سَلْوَةُ المریدین فی فضائل ذِکر رَبِّ العالمین»[4]